# Corymbia henryi
Corymbia henryi är en myrtenväxtart som först beskrevs av Stanley Thatcher Blake, och fick sitt nu gällande namn av Kenneth D. Hill och Lawrence Alexander Sidney Johnson. Corymbia henryi ingår i släktet Corymbia och familjen myrtenväxter. Inga underarter finns listade i Catalogue of Life.

## Bildgalleri

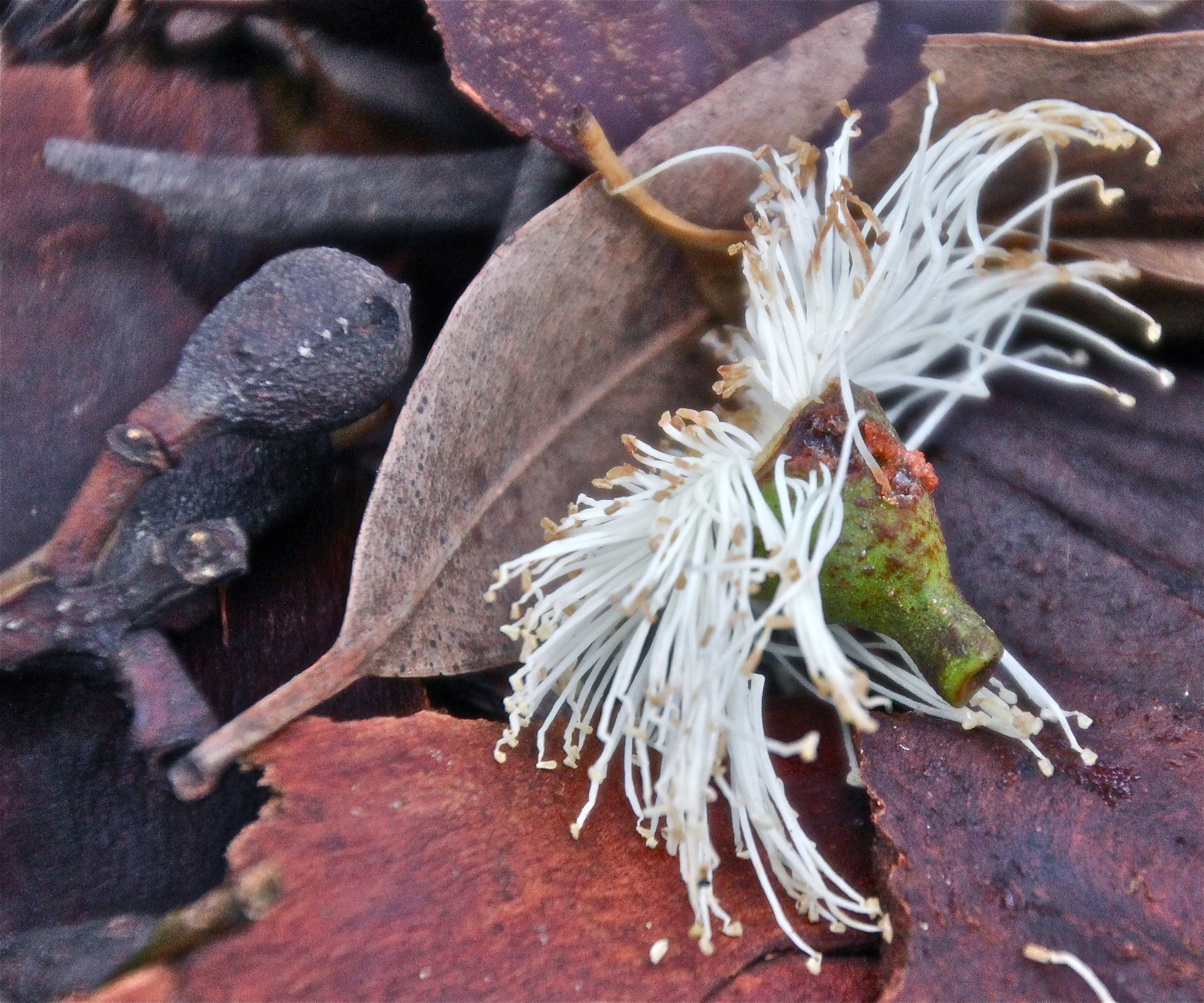